# Берегове право

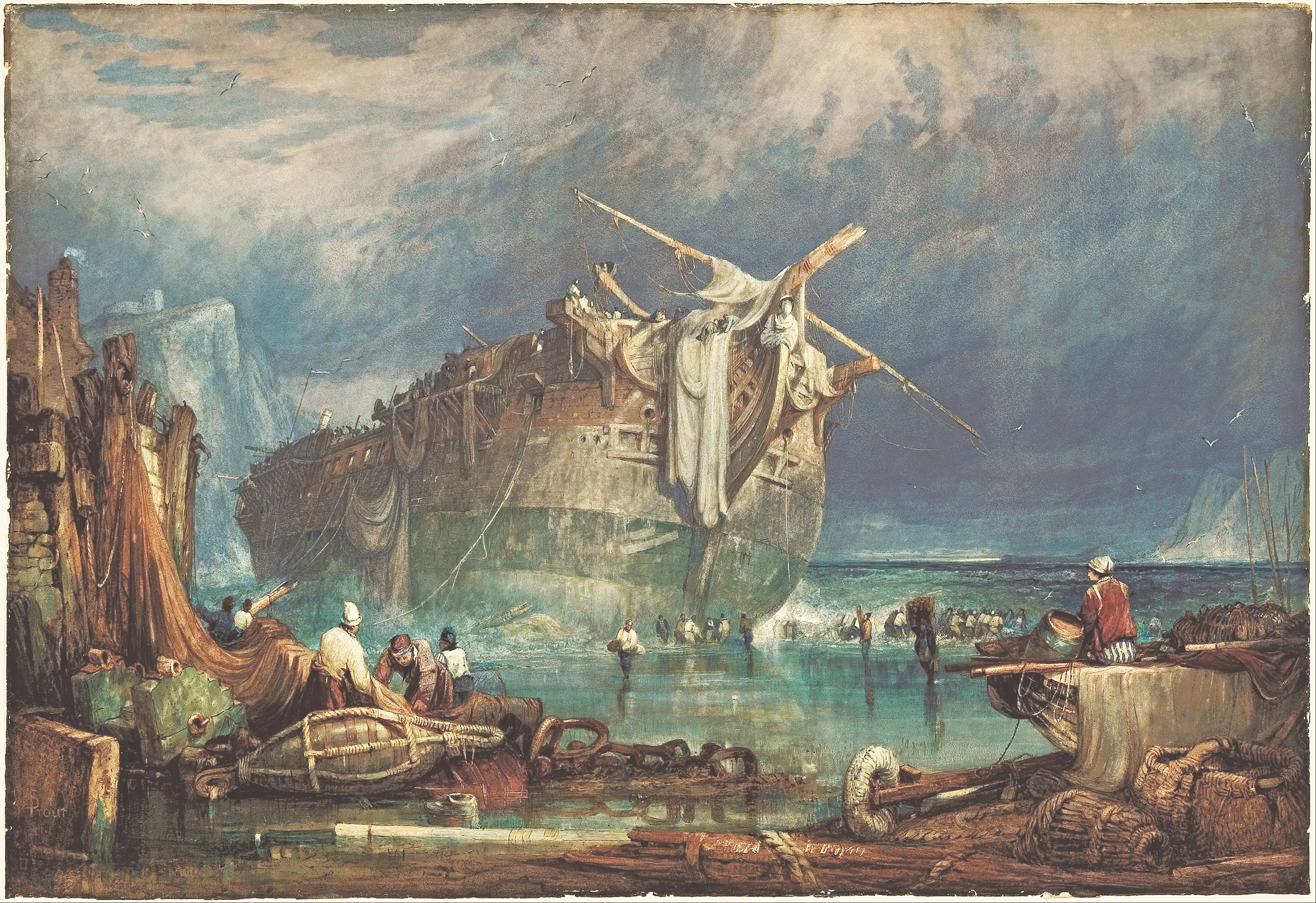
Згідно з береговим правом вантаж корабля, що зазнав аварії, належав власникам берега, на який його викинуло.

Берегове́ пра́во (лат. jus litoris, seu litorale, seu naufragii, нім. Strandrecht, фр. droit de naufrage) — у традиційному праві звичай, згідно з яким мешканці або власники узбережжя морів, озер чи річок могли привласнювати собі все, що знаходиться на їхньому березі (бурштин на Балтиці, перли — в Персії, золото — в Африці). Вони також могли привласнювати залишки потерпілих суден, їхні вантажі та, взагалі, все, що хвилі викинули на берег. Іншими словами — право на пограбунок судна, що зазнало аварії.

## Історія
- Берегове право засуджувалося Церквою як грабіжницький звичай. Зокрема, 1124 року папа Климент II видав буллу, в якій називав його гріхом — кривдження того, хто потребує допомоги. Постанови Нантського собору 1127 року і Латеранського собору 1179 року передбачали відлучення тих християн, які практикували берегове право. 1509 року папа Юлій II звернувся до монархів світу заборонити своїм підданим цей звичай.
- Всупереч позиції церкви світська влада середньовічної Європи часто приймала законні акти, які легалізували берегове право, вбачаючи в ньому джерело прибутку. Лише з другої половини ХІІІ ст. — початку XIV ст. в законодавстві Венеції, Франції, Англії та Священної Римської імперії з'явилися перші обмеження на здійснення берегового права, а також положення про обов'язкову допомогу потерпілим і охорону їхнього майна.
- 1663 року Нідерланди остаточно заборонили здійснювати берегове право.
- Курляндсько-російська конвенція 1783 року забороняла берегове право у Курляндії-Семигалії (Стаття 3)[1].

## «Дорожнє право»
Із утвердженням феодалізму — з його принципом «кожна земля має свого володаря» — «суходільні» землевласники почали поширювати «берегове право» на випадки не лише з кораблями, а й з возами та в'ючними тваринами, що втрачали вантажі під час транспортування. Так з'явилося «дорожнє право» — якщо товар падав на дорогу, його оголошували власністю володаря навколишньої землі — та «мостове право» для тих випадків, коли подібний інцидент траплявся на переправі. Ані світська, ані духовна влада ці «права» не визнавали, то йшлося радше про напівлегальну практику, яку застосовували переважно так звані «барони — розбійники».
З розвитком міст, появою ярмарків і зростанням обсягу торговельних операцій, з практикою грабунку комерсантів під надуманими приводами почали боротися. Найрішучіше на забороні зайвих поборів та «дорожнього права» загалом наполягали містяни — зо наполягали на внесення відповідних пунктів до хартій для своїх міст та загальних зразків «міського права», подібних до любецького чи магдебурзького. Обіцяли не застосовувати «дорожнє право» на своїх землях і монархи — насамперед ті, які намагалися привабити до своєї держави іноземних купців та переселенців. Щодо Великого князівства Литовського та Руського таку обіцянку дав, зокрема, князь Гедимін.
В Києві правило «що з возу впало — то пропало» запровадили наприкінці XV сторіччя як тимчасовий захід для збору коштів на відбудову замку на оборонних споруд міста після їхнього руйнування у 1482 році Менглі Гераєм. Намагання перетворити екстраординарний збір на постійний викликало обурення місцевих купців і великий князь Олександр Ягеллончик у 1499 році оголосив про скасування «нововведення». Проте конфіскації вантажів із зламаних возів тривали і надалі, на що, зокрема, Альбрехт Гаштольд скаржився Зиґмунду Герберштайну на початку XVI сторіччя. Остаточно практика застосування «дорожнього права» у Києві була припинення із ухваленням Литовського статуту 1529 року.